# Nouchka Fontijn
Nouchka Mireille Fontijn (Rotterdam, 9 novembre 1987) è una pugile olandese, medaglia d'argento alle Olimpiadi di Rio de Janeiro 2016.

## Carriera
Fontijn ha cominciato a praticare il pugilato a livello dilettantistico nel 2007, combattendo nella categoria dei pesi medi. Nel 2009 ha vinto il suo primo titolo olandese. A livello internazionale vince la medaglia d'argento ai Campionati dell'Unione europea di Katowice 2011 e lo stesso anno ottiene pure il secondo posto ai campionati europei dilettanti sconfitta dalla russa Nadežda Torlopova, futura vicecampionessa olimpica a Londra 2012.
Nel 2014, ai campionati di Bucarest, si laurea campionessa europea. L'anno successivo vince anche la medaglia d'oro ai I Giochi europei di Baku. Nouchka Fontijn si presenta alle Olimpiadi Rio de Janeiro 2016 da vicecampionesse mondiale, guadagnando l'accesso alla finale dove per la seconda volta, dopo la sconfitta patita ai precedenti campionati mondiali, viene nuovamente battuta 3-0 dalla statunitense Claressa Shields.

## Palmarès
- Giochi olimpici

Rio de Janeiro 2016: argento nei pesi medi.
Tokyo 2020: bronzo nei pesi medi.
- Mondiali

Jeju 2014: bronzo nei pesi medi.
Astana 2016: argento nei pesi medi.
Nuova Delhi 2018: argento nei pesi medi.
Ulan-Udė 2019: argento nei pesi medi.
- Giochi europei

Baku 2015: oro nei pesi medi.
Minsk 2019: argento nei pesi medi.
- Europei

Rotterdam 2011: argento nei pesi medi.
Bucarest 2014: oro nei pesi medi.
Sofia 2018: oro nei pesi medi.
- Campionati dell'Unione europea

Katowice 2011: argento nei 75 kg.
Keszthely 2013: argento nei 75 kg.
Cascia 2017: oro nei 75 kg.